# Hansjürg Steinlin

Hansjürg Steinlin (ca. 1960)

Hansjürg Steinlin (* 9. April 1921 in St. Gallen; † 31. Januar 2004) war ein Schweizer Forstwissenschaftler und Universitätsprofessor.

## Leben
Steinlin ist in St. Gallen aufgewachsen und studierte Rechts- und Staatswissenschaften sowie Forstwissenschaften an der ETH Zürich. Danach war er als Diplomforstingenieur der ETH im kantonalen Forstdienst praktisch tätig und wechselte dann zur Eidgenössischen Anstalt für das Forstliche Versuchswesen in Zürich, wo er wissenschaftlich arbeitete. 1955 wurde er an der ETH Zürich mit der Dissertation Zur Methodik von Feldversuchen im Hauungsbetrieb promoviert. Danach hatte er einen Lehrauftrag an der ETH, wo er über „Arbeitslehre, Holzernte und Holztransport“ bis 1973 las.
1958 erhielt er einen Ruf an den neu geschaffenen Lehrstuhl für Forstbenutzung und Forstliche Arbeitswissenschaft an der Albert-Ludwigs-Universität Freiburg. Ab 1970 war Steinlin Rektor der Universität und wurde 1977 für drei Jahre zum Präsidenten der damaligen Westdeutschen Rektorenkonferenz (WRK) gewählt.
Von 1973 bis 1977 war er Direktor der Forest Resources Division der Food and Agriculture Organization (FAO) in Rom und war zusätzlich persönlicher Beauftragten des Generaldirektors für die Koordination aller umweltrelevanten Aktivitäten der FAO.
1980 kehrte er an die Albert-Ludwigs-Universität Freiburg zurück und begründete das neue Institut für Landespflege an der Forstwissenschaftlichen Fakultät und hatte den Lehrstuhl für „Weltforstwirtschaft und Landespflege“ inne. Steinlins Hauptforschungsgebiete waren Forsttechnik, Forstpolitik, Entwicklungspolitik und Landespflege. 1986 wurde Steinlin emeritiert.
Von Hansjürg Steinlin stammte die Idee zur Schaffung des Binding Waldpreises für vorbildliche Waldpflege. Von 1987 bis 1999 präsidierte er das Kuratorium für den Binding Waldpreis und prägte das Profil des Preises entscheidend.
Er war Mitglied des Schweizerischen Forstvereins.
In Würdigung seiner „außerordentlichen Verdienste für die Universität als Rektor in besonders schwierigen Zeiten“ zeichnete ihn die Universität Freiburg am 28. Januar 1987 mit der Universitätsmedaille in Silber aus.
Danzer AG stiftete den Hansjürg-Steinlin-Preis der Fakultät für Forst- und Umweltwissenschaften (für herausragende Dissertation, Masterarbeit, Bachelorarbeit).

## Schriften
- Zur Methodik von Feldversuchen im Hauungsbetrieb. Dissertationsschrift. Zürich 1955. (veröffentlicht in: Mitteilungen der Schweizerischen Anstalt für das forstliche Versuchswesen. Band 31, Heft 2, Winterthur 1955)
- Einmannarbeit in Buchen- und Fichten-, Tannen-Baumholzbeständen. In: Mitteilungen der Schweizerischen Anstalt für das forstliche Versuchswesen. Band 32, Heft 2, Zürich 1956.
- Einsatz von Einmann-Motorsägen in der schweizerischen Forstwirtschaft. In: Mitteilungen der Schweizerischen Anstalt für das forstliche Versuchswesen. Band 32, Heft 4, Zürich 1956.
- mit Jürgen Pretzsch: Der tropische Feuchtwald in der internationalen Forstpolitik. Sonderdruck aus dem Holz-Zentralblatt. Nr. 138/1984, Reutlingen 1984.
- Wald – Mensch – Landschaft. 30 Jahre forstlich Lehre und Forschung. Ausgewählte Schriften 1949–1986. Freiburg im Breisgau 1986, ISBN 3-8107-5047-6.
- 45 Jahre Studium, Forschung und Lehre auf dem Gebiet der Forstwissenschaften. (= Schriftenreihe des Instituts für Landespflege der Universität Freiburg. Heft 9). Freiburg im Breisgau 1987.
- Zum Begriff der ordnungsgemäßen forstwirtschaftlichen Bodennutzung nach § 8 Abs. 7 BNatSchG. (Gutachten, erstellt im Auftrag des Bundesministers für Ernährung, Landwirtschaft und Forsten), (= Schriftenreihe des Instituts für Landespflege der Universität Freiburg. Heft 13). Freiburg im Breisgau 1988.
- als Mitverfasser: Commune de Fully. Forêts et richesses naturelles. Binding-Preis für vorbildliche Waldpflege, Nr. 11, Bâle 1997.